# Les Mystères de Moville

Les Mystères de Moville (Moville Mysteries) est une série d'animation canadienne d'aventure horrifique créer par Guy Vasilovitch diffusé de 2002 à 2003,. Il s'agissait d'un programme phare de Fox Kids.

## Synopsis
Mosley Moville est un lycéen qui vit à Ouigee Falls, un lieu où des évènements surnaturel et étrange se produisent presque tous les jours. Mo aime le paranormal et s'implique avec ses amis dans la résolution des mystères.

## Distribution
▪︎Version Française: MADE IN EUROPE
▪︎Adaptation: Thierry Renucci
▪︎Directrice de Plateau: Marie-Line Landerwyn
▪︎Avec les voix de : 
• Julie Basecqz
• Jean-Paul Clerbois
• Philippe Allard
• Benoît Grimmiaux
• Arnaud Léonard
• Robert Guilmard
• Franck Dacquin
• Nicole Shirer

## Épisodes

### Saison 1
1. Cuisses de Lynx / Raiders Of The Lost Jock
2. Le fauteuil-rapporteur / The Tell Tale Recliner
3. Un abruti de génie / The Day Rico Became Smart
4. La viande qui venait d'ailleurs / How Green Was My Lunch Meat ?
5. La vengeance de la sorcière / The Moville Witch Project
6. Gare au moustique  /  Swarm Enough For Ya ?
7. Le bon vieux temps / The Good Old Days
8. La malédiction des mamans / Curse Of The Mommies
9. Le rêve de l'entraîneur / Ghouuuuulllll!
10. Super gadget / The Novelty Kid
11. Le monstre d'à côté / The Creep Next Door
12. Mon petit ange / Crushed By An Angel
13. La vache qui miaule / How Now Meowing Cow ?

### Saison 2
1. Henri l'archer / The Night And Day of The Hunter
2. La poignée de porte magique / Follow That Mo
3. Le secret de monsieur Citerne / Big Toe, Big Evil
4. Miroir, miroir... / Mirror, Mirror Off the Wall
5. La ménagerie du troisième type / The Pet Shop Of No Return
6. Le monstre du lac / Something Fishy In Lake Gimmie-Gimmie Itchy Owie
7. Retour vers le futur / Don't Touch That Dial
8. Le talent du diable / So You Sold Your Soul For ... What ?
9. Porte-poisse / Just My Luck
10. La montre à remonter le temps / A Hitch in Time
11. La vengeance des nains de jardin / Gnome Sweet Gnome
12. La chose / Goo On You
13. La chasse au trésor / Scarin' O' The Green